# آيت العالي (أتسافت)
آيت العالي هو دُوَّار يقع بجماعة تسافت، إقليم الدريوش، جهة الشرق في المملكة المغربية. ينتمي الدوّار لمشيخة أتسافت التي تضم 13 دوار. يقدر عدد سكانه بـ 339 نسمة حسب الإحصاء الرسمي للسكان والسكنى لسنة 2004.

## وصلات خارجية
- البوابة الوطنية للجماعات الترابية
- المندوبية السامية للتخطيط